# Jean-Pierre Farkas
Pour les articles homonymes, voir Farkas.
Jean-Pierre Farkas (né le 1er janvier 1933 à Ménilmontant (Paris) et mort le 5 avril 2019 à Paris,) est un journaliste et dirigeant de radio français. 

## Biographie
Jean-Pierre Farkas est envoyé en 1958 en Algérie où il effectue son service militaire en Kabylie. Infirmier militaire, il n'oublie pas qu'il est journaliste et observe et décrit tout ce qu'il voit sans oublier d'être critique.
Après l’Algérie, il est reporter et parcourt le monde avec son nagra. Entré à Radio-Luxembourg, il y est notamment rédacteur en chef de Dix millions d'auditeurs, édition de la mi-joumée, présentée le plus souvent par lui, tandis qu'il seconde le directeur de la rédaction, Jean Carlier, dès le milieu des années 1960.
En 1967, il crée le journal Inattendu puis part aux États-Unis comme correspondant pour RTL et Paris Match. Il est nommé directeur de l'information et sait mettre ses reporters sur le terrain pendant les événements de Mai 68, au risque d'indisposer le ministre de l'Intérieur Christian Fouchet, les CDR et le SAC de Charles Pasqua.
Dès le 10 mai 1968, il organise un véritable round de négociations en direct, via l'une des voitures équipées de radiotéléphone, entre le secrétaire général du SNESup Alain Geismar est mis en relation avec le recteur d'académie adjoint de Paris, Claude Chalin.
Claude Chalin se dit « prêt personnellement à se rendre à l’endroit où est Geismar afin d’avoir une conversation », « Cela est possible certainement » répond Alain Geismar, mais qui refuse toute discussion sans engagement sur l'amnistie des quatre étudiants incarcérés depuis bientôt une semaine. Claude Chalin répond qu'il lui faut le feu vert du ministre, Alain Geismar suggère alors aux auditeurs qui habitent près de la manifestation de poser leur radio sur leur fenêtre. Ainsi, « si le ministre prend cette décision, il sait qu’il peut communiquer directement avec tous les manifestants sur les antennes de radio ». Jean-Pierre Farkas prend ensuite la décision de couper court à ce dialogue inédit car Alain Geismar lance alors un « quasi-appel à l'insurrection générale ».
Il travaille toujours pour Paris Match comme grand reporter puis pour le journal Combat dont il sera le dernier rédacteur en chef. Rentré en France en 1973, en 1974, il est nommé rédacteur en chef de l'agence Sygma puis directeur de la rédaction de Elle en février 1976. En décembre 1978, il succède à Jacques Imbert à la tête du Journal du Dimanche mais Jean Farran le remplace dès 1979 après des pertes de dix millions de francs pour l'année 1979. 
En 1981, il rejoint Radio France où il participe au lancement de Radio Berry sud (devenu depuis France Bleu Berry) dans le cadre de la politique de décentralisation, après l'arrivée de la gauche au pouvoir. Il dirige ensuite France Inter puis a la responsabilité de l'information de Radio France de 1984 à 1986. Après un passage par VSD, il prend la direction de l'ACP avant de revenir à Radio France où il coordonne les radios locales jusqu'en 1997.
En 1998,  pour le trentième anniversaire de Mai 68, il publie Le Pavé, un recueil de documents concernant la révolte des étudiants, sous la forme d'une brique, symbole des manifestations, avec d'abord la chronologie des faits et les déclarations de personnes-clés puis une soixantaine de photos, des reportages-radio de Jean-Pierre Farkas, les slogans et la reproduction des affiches et des tracts.

### Famille
Jean-Pierre Farkas est le père de Marie-Pierre Farkas (née en 1953), journaliste à France Télévision, rédactrice en chef à France 2, écrivain et scénariste, d'Olivier Farkas, preneur de son (né en 1960) et de Basile Farkas (né en 1981), journaliste au journal Rock & Folk. Il est le grand-père de Julien Beaumont (né en 1974), grand reporter à TF1 et de Martin Bureau, photographe à l'AFP.

## Publications/discographie

### Ouvrages de Jean-Pierre Farkas
- Romo Goldèche : vieux mythe et grands secrets du journalisme, avant-propos de Françoise Giroud, Éditions Tiresias, 2000  (ISBN 978-2-908527-80-3)[12]
- Les Trois Cavaliers d'Árpád, L'Harmattan, 2011  (ISBN 978-2-296-54930-2)[13].

### Ouvrages dirigés par Jean-Pierre Farkas

#### Enregistrements
- Les Journées de mai 68 par les journalistes de RTL, présentation de Jean-Pierre Farkas, Philips, 1968 Polygram, 1978 (disque 30 cm)
- Charles de Gaulle : 30 ans d'histoire de la France, 1940 - 1970, présentation de Jean-Pierre Farkas, Philips, 1971 (2 disques 30 cm)

#### Script d'émission
- Ici Alger, à vous Paris (série en 20 épisodes), Les ateliers de création de Radio France[14] (émission de radio).

## Participation à un film
- La Carapate de Gérard Oury (1978).